# Karoy Anderson
Pour les articles homonymes, voir Anderson.
Karoy Anderson, né le 1er octobre 2004 à Lewisham en Angleterre, est un footballeur international jamaïcain. Il joue au poste de milieu central au Charlton Athletic.

## Biographie

### En club
Né à Lewisham en Angleterre, Karoy Anderson est formé par le Charlton Athletic FC. Il signe son premier contrat professionnel le 5 octobre 2021, le liant au club jusqu'en juin 2024.
Il joue son premier match avec l'équipe première le 22 novembre 2022, lors d'une rencontre d'EFL Trophy face à Plymouth Argyle. Il entre en jeu et marque son premier but mais son équipe est battue (3-2 score final).
Le 17 janvier 2023, Karoy Anderson est prêté au Aldershot Town pour un mois,. Le 21 février 2023, le prêt d'Anderson est prolongé d'un mois supplémentaire.

### En sélection
Karoy Anderson est convoqué pour la première fois avec l'équipe nationale de Jamaïque en octobre 2023. Il honore sa première sélection avec la Jamaïque lors de ce rassemblement, le 13 octobre 2023, lors d'un match face à Grenade. Il entre en jeu à la place de Joel Latibeaudiere et son équipe s'impose par quatre buts en un.